# Dorcadion sericatum
Dorcadion sericatum är en skalbaggsart som beskrevs av Sahlberg 1923. Dorcadion sericatum ingår i släktet Dorcadion och familjen långhorningar. Inga underarter finns listade i Catalogue of Life.